# Juninatten (film)
Juninatten är en svensk dramafilm från 1940 i regi av Per Lindberg. I huvudrollen ses Ingrid Bergman som här gör sin sista filmroll i Sverige före den internationella karriären. Filmen bygger på romanen Juninatten av Tora Nordström-Bonnier.

## Handling
Den unga Kerstin Norbäck är anställd på ett apotek i en mindre stad i Sverige. Hon träffar en sjöman, Nils Asklund, med vilken hon inleder ett förhållande. Senare uppstår osämja dem emellan och hon beslutar sig för att avsluta relationen. Detta leder till ett hetsigt bråk där en pistol avfyras och hon blir allvarligt skadad. Efter en spektakulär rättegång döms han till ett fängelsestraff. I pressen, där historien röner stor uppmärksamhet, kommer hon att benämnas som "Den skadskjutna svanen".
För att få lugn flyttar Kerstin till Stockholm och byter namn till Sara Nordanå. Hon knyter där många nya kontakter och senare uppsöks hon även av den villkorligt frigivne Asklund. En kedja av händelser utspelar sig, vilka leder till en härva av konflikter, komplikationer och förvecklingar.

## Om filmen
Filmen premiärvisades på biograf Röda Kvarn vid Biblioteksgatan i Stockholm den 3 april 1940. Filmens förlaga är Tora Nordström-Bonniers debutroman Juninatten från 1933.
Filmen spelades, filmtiteln till trots, in i oktober–december 1939, vilket kan märkas i exteriörbilderna. Inspelningsplatserna var Filmstaden (ateljé), Kungsträdgården och Apoteket Svanen vid Stureplan, med flera Stockholmsmiljöer.
Juninatten har visats i SVT, bland annat 1989, 2001, i december 2022 och i februari 2025.

## Kritik
Ingrid Bergman är len, mjuk och sval som en öm kvinnohand på feberhet kind, och när det brinner i hjärtat på henne eller hettar till i själen, för hon också in något av feberpuls i berättelsen. Rösten är musikaliskt vacker, ömsom mild som västan, ömsom het som ökenvinden eller häftig som vårstormen. Må vi skicka henne en hälsning över havet och be henne komma hem igen med frisk aptit på flera sådana filmroller (Nils Edgren i Social-Demokraten den 4 april 1940)

## Rollista i urval
- Ingrid Bergman – Kerstin Norbäck, kallar sig senare Sara Nordanå
- Marianne Löfgren – Åsa, sjuksköterska
- Lill-Tollie Zellman – Jane Jacobs, modeexpert
- Marianne Aminoff – Nickan Dahlin, telefonist på Dagsnyheterna
- Olof Widgren – Stefan von Bremen, underläkare
- Gunnar Sjöberg – Nils Asklund, sjöman
- Gabriel Alw – professor Tillberg, överläkare
- Olof Winnerstrand – "greven"
- Sigurd Wallén – Johansson-Eldh, kallad "Röken", chefredaktör på Dagsnyheterna
- Hasse Ekman – Willy Wilson, journalist på Dagsnyheterna
- Maritta Marke – Miss Vanja, journalist på Dagsnyheterna
- Gudrun Brost – fru Nilsson, telefonist på Dagsnyheterna
- John Botvid – "Gurkan", pressfotograf
- Karin Swanström – fru Cronsiöö
- Carl Ström – doktor Berggren, läkare på lasarettet i Sundsvall

## Musik i filmen
- "Für Elise", etyd i a-moll, kompositör Ludwig van Beethoven,  framförs visslande av Olof Widgren
- "Jag vet ett litet hotell", kompositör Jules Sylvain, text Jokern, instrumental
- "Sjungom studentens lyckliga dag", kompositör Prins Gustaf text Herman Sätherberg

## DVD
Filmen har utgivits på DVD.